# Sporae dispersae
Embranchement
Sporae dispersae est un terme utilisé en paléontologie pour désigner des grains de pollen ou des spores retrouvés seuls, sans trace de leur plante d'origine.
Certains acritarches sont certainement des grains de pollen ou des spores en mauvais état de conservation, et seraient à classer parmi les Sporae dispersae.
Robert Potonié et Gerhard Kremp ont utilisé le terme Sporae dispersae dans leurs publications dès 1954.
Certains auteurs, comme Smith en 1967 ou Steemans en 2010, utilisent le mot de miospore comme un synonyme, ce terme désignant indistinctement des spores ou des grains de pollen.

## Liste des genres
La base de données Interim Register of Marine and Nonmarine Genera (IRMNG) (site visité le 17 janvier 2023) recense plus de mille genres dans le taxon, incluant :
- †Camarozonotriletes Naumova ex Naumova, 1953
- †Caryapollenites G.V. Raatz ex R. Potonié, 1960
- †Chasmatosporites T. Nilsson, 1958
- †Cirratriradites L.R. Wilson & E.A. Coe, 1940
- †Clavatosporis Song & Zhang
- †Concavisporites H.D. Pflug in P.W. Thomson & H.D. Pflug, 1953
- †Cyclina V.S. Maljavkina, 1949

Note : La base de données palynologique Palynodata contient d'autres noms de genres.